# Provincia de Chachapoyas
La provincia de Chachapoyas es una de las siete que conforman el departamento de Amazonas en el nororiente del Perú. Limita por el norte con las provincias de Luya y Bongará, por el este con el departamento de San Martín y la provincia de Rodríguez de Mendoza, por el sur con el departamento de San Martín y por el oeste con el departamento de Cajamarca. La provincia fue creada políticamente mediante ley del 21 de noviembre de 1832, promulgada por el presidente Agustín Gamarra. Pertenece a la macrorregión Norte del Perú.

## Toponimia
El nombre Chachapoyas (Chachapuyas en runasimi) tiene como origen las voces aimaras: chacha, gente; phuyu, nube.

## División administrativa
Esta provincia se divide en veintiún distritos:
1. Asunción
2. Balsas
3. Chachapoyas
4. Cheto
5. Chiliquín
6. Chuquibamba
7. Granada
8. Huancas
9. Jalca Grande
10. Leimebamba
11. Levanto
12. Magdalena
13. Mariscal Castilla
14. Molinopampa
15. Montevideo
16. Olleros
17. Quinjalca
18. San Francisco de Daguas
19. San Isidro de Maino
20. Soloco
21. Sonche

## Capital
La capital de esta provincia es la ciudad de Chachapoyas.

## Turismo

### Naturales
- ACP San Antonio (distrito de Chachapoyas): Ubicada al suroeste de la ciudad de Chachapoyas, con una extensión de 400 ha, reconocida mediante Resolución Ministerial n.º 227-2007-AG del 9 de marzo de 2007. El área posee tres zonas de vida, El Bosque Seco Subtropical, Bosque Seco Montano Bajo y el Bosque Húmedo Montano Bajo y su objetivo es conservar y proteger el hábitat del Loddigesia Mirabilis, especie categorizada en peligro de extinción por la UICN (2004), INRENA (Decreto Supremo n.º 034-2004-AG), y especie de importancia regional para Amazonas, oficializado a través de la Ordenanza Regional n.º 096-2005-GOBIERNO REGIONAL AMAZONAS.

- ACP Tilacancha (distritos de Levanto y San Isidro de Maino): Ubicada entre los 2700 y 3490 m s. n. m. en la quebrada del mismo nombre, cuenca del río Utcubamba, tributarios del río Marañón. Abarca las tierras de las comunidades campesinas de Levanto (383.18 ha) y San Isidro de Mayno (3551,27 ha). Sus bosques pajonales o jalcas forestados con pinos.

- Bosque de Lopsol (distrito de San Isidro de Maino): Ubicado a 5 km (2 h) al noreste de Maino, de aprox. 3 a 5 ha. Flora contenida: bromelias, orquídeas, árbol de Lanche, ishpingo, aliso, moras, chatabe. Fauna contenida (aves): colibrí cola espátula, loro, pájaro carpintero, tucán, gorrión, pavas de monte, colibrís, torca. Mamíferos: chosca, majas, ronsoco, zorrillo, mono. Además, allí se encuentra el Sitio Arqueológico de Lopsol.

- Bosque de piedras Runa Runa (distrito de Cheto): Ubicado al noreste del pueblo de Cheto a una altitud de 3250 m s. n. m. con una temperatura promedio de 13 °C, con una extensión de 10 ha donde las piedras calizas ubicadas de forma vertical y horizontal miden más de 5 m de alto y son producto de la acción eólica.

- Caverna de Shihual (distrito de Magdalena): Gran caverna de 200 m de ancho por 4 m de alto, en su interior presenta divisiones y formaciones de estalactitas que cuelgan del techo, producto de la filtración del agua que transporta carbonato de calcio en disolución. Hábitat de cientos de murciélagos. Por su concentración de amoniaco, se recomienda el uso de máscaras con oxígeno y se puede entrar por 2 horas, hasta llegar a un abismo de 40 m de profundidad. Continuar es solo posible para espeleólogos. A 200 m de la boca de la caverna se encuentra un sitio funerario que los lugareños denominan el coliseo debido a su forma casi circular.

- Cascada de Palma (distrito de San Isidro de Maino): Ubicada a 7 km (2 h) al sur este de Maito, a una altitud de 2704 m s. n. m. Recibe este nombre debido a que dentro de la vegetación existente que rodea este recurso, encontramos una palmera de aproximadamente 60 metros de altura. La cascada tiene 3 saltos y un recorrido aproximado de unos 300 m antes de desaparecer en una cueva.

- Caverna de Parjujshs (distrito de Soloco): Gran caverna con una extensión explorada de 4070 m, de los cuales 3820 m fueron topografiados, ubicada a 2800 m s. n. m. con una temperatura media de 12 °C. Su exploración no han concluido y se estima que se podría llegar a los 20 km de galerías. Los investigadores involucrados son el Grupo Espeleológico de Bagnols-Marcoule (GSBM), con Jean Francois Perret y Benoit Le Falher como responsables de las expediciones. También participan en los estudios miembros del Centro de Exploraciones Subterráneas del Perú (CESPE), el Espeleo Club Andino ECA (Lima) y el Grupo Bambuí de Pesquisas Espeleológicas (GBPE) de Brasil.

- Cueva El Convento (distrito de San Isidro de Maino): Ubicada a 4 km (1.5 h) al sudeste de Maino, a una altitud de 2814 m s. n. m. La caverna tiene una profundidad de quince metros; habitada por murciélagos, cuyo excremento es usado por los pobladores locales como fertilizante en sus labores agrícolas por su alta concentración de fósforo. En su interior existe arena de color celeste, que es usada por los pobladores para que pinten la fachada de sus casas.

- Laguna los Cóndores (distrito de Leimebamba): Con aguas de color azul-verdoso por su concentración de ácidos tanicos, tiene 4 km de largo y 2 km de ancho y una temperatura promedio los 15 °C a 2600 m s. n. m. ubicada a 45 km (10 h a caballo) al sur de Leymebamba, en la naciente del río de los Chilchos. Su nombre proviene de esta ave de rapiña sobrevolando la zona. En los alrededor se encontró antiguas construcciones (mausoleos y chulpas) de la cultura Chachapayas, en cuyos interiores se hallaron fardos funerarios y objetos de artesanía, que fueron trasladados al museo de Leymebamba. Fue estudiada en 1968, por el explorador de los Estados Unidos Gene Savoy.

- Lagunas de Huahuaycucha (distrito de San Isidro de Maino): Se trata de 4 lagunas (2 × 180 m, 40 m y 20 m) alimentadas por filtraciones del subsuelo, ubicadas a 13 km al sureste de Maino a unos 3089 m s. n. m. al pie del cerro del mismo nombre. En el lugar, se observa vegetación originaria, bosques enanos de porte relativamente bajo con un altísimo nivel de epifitismo. Estas lagunas son conocidas además por su alto valor de misticismo y esoterismo, debido a que algunos curanderos de la región acuden a estos lugares para hacer sus rituales con carácter curativo.

### Culturales
- Museo de Leimebamba (distrito de Leimebamba): El año 1997, se realizó el rescate de 219 momias y 2000 artefactos de los mausoleos en la laguna de los Cóndores. Para albergar esta colección fue construido este museo a partir de una iniciativa de The Bioanthropology Foundation Perú-Centro Mallqui, así como del aporte financiero proveniente de un grupo de ciudadanos austriacos y de otras donaciones privadas. En su entrada, hay tres estatuas que son réplica de los purumachos o sarcófagos de Karajía.

- Museo Étnico Religioso e Histórico de Santa Ana (distrito de Chachapoyas): Ubicado en la plazuela Santa Ana en las instalaciones del reconstruido templo del mismo nombre, el cual fue edificado en 1556 para la evangelización de los indios. En el año 2008, el proyecto PROMARTUC, de Cáritas Chachapoyas, realizó la reconstrucción de este complejo manteniendo diseño y con materiales originales. El museo mantiene las características del antiguo templo de Santa Ana presentando en su fachada frontón triangular adosado a una torre campanario de forma prismática y de un solo cuerpo. El recinto es de una sola nave y presenta puertas laterales que dan hacia los ambientes que alguna vez fueron parroquia y hospital. El proyecto realizó el montaje de exhibición museográfica en lo que fue la nave del templo la misma que muestra temas culturales y naturales de la región. Dentro de la colección, se aprecia objetos litúrgicos, imágenes y  tallas; además de algunos ceramios traídos de la provincia de Bagua y una colección importante de artesanía consistente en ceramios y textiles de comunidades cercanas.

- Sitio arqueológico de Ollape (distrito de La Jalca): ubicado a una altitud de 2800 msnm, a 3km del distrito La Jalca, el asentamiento prehispánico pertenece a la cultura Chachapoya que floreció durante el Intermedio tardío (1000 -1470 d.C.). De aproximadamente 5 hectáreas de extensión, comprende un promedio de al menos 120 estructuras arquitectónicas, levantadas sobre basamentos de hasta tres metros de alto. Las edificaciones de este sitio se caracterizan, como gran parte de las edificaciones chachapoyas, por presentar planta circular. Destaca por la variedad de frisos geométricos que embellecen sus edificios: zigzag (aparecen de forma doble y separados por una línea horizontal de piedra pizarra), y rombo, (aparecen de forma biconcéntrica, triconcéntrica y como si estuviesen en formación. En estas construcciones también observamos la presencia de hornacinas. Dentro de las edificaciones es común encontrar osamenta humana, batanes y cuyeros. El material utilizado para la edificación fue la piedra caliza finamente canteada unida con argamasa de barro. Alrededor del sitio arqueológico se puede apreciar andenes prehispánicos donde todavía se cultivan tubérculos y cereales andinos.

- Complejo arqueológico COCHABAMBA (distrito de Chuquibamba)
- Complejo arqueológico de CONDECHACA (distrito de Levanto)
- Complejo arqueológico de SHIHUAL (distrito de Magdalena)
- Sitio arqueológico DE PURUNLLACTA (distrito de San Isidro de Maino)
- Sitio arqueológico CHAQUIL (distrito de Soloco)
- Sitio arqueológico CUENGUIMIA (distrito de Levanto)
- Sitio arqueológico de COLLACRUZ (distrito de Levanto)
- Sitio arqueológico de MACRO (distrito de Magdalena)
- Sitio arqueológico de OLAN  (distrito de Mariscal Castilla)
- Sitio arqueológico de PAMAL (distrito de San Isidro de Maino)
- Sitio arqueológico de TELLA (distrito de Magdalena)
- Sitio arqueológico de YALAPE (distrito de Levanto)
- Sitio arqueológico DESPOBLADO (distrito de Levanto)
- Sitio arqueológico GOMAL (distrito de Soloco)
- Sitio arqueológico LAGUNA DE LOS CÓNDORES (distrito de Leimebamba)
- Sitio arqueológico MOLINOHUAYCO (distrito de Levanto)
- Sitio arqueológico NAVAR (distrito de Levanto)
- Sitio arqueológico PURUMLLACTA (distrito de Soloco)
- Sitio arqueológico PURUN LLACTA (distrito de Cheto)
- Sitio arqueológico PUYAN (distrito de Levanto)
- Sitio arqueológico REURÁN (distrito de Levanto)
- Sitio arqueológico ROSURCO (distrito de Levanto)

## Autoridades

### Regionales
- Consejero regional
  - 2023 - 2026[2] Engels Escobedo Portal (Sentimiento Amazonense Regional)

### Municipales
- 2023 - 2026[2]
  - Alcalde: Percy Zuta Castillo, de Sentimiento Amazonense Regional.

## Festividades
Dentro de las principales celebraciones, destaca el Raymillacta de los Chachapoyas. De acuerdo con la tradición, se dice que el inca Túpac Yupanqui, preocupado por encontrarse en las vísperas de las fiestas del Inti Raymi y al verse fuera del Cusco, buscó un lugar apropiado para celebrar las fiestas en honor al dios del Imperio incaico. Es así que llegó a una campiña con un paisaje maravilloso y exclamó: «¡Raymipampa!». Dispuso entonces que en ese lugar se realizara la celebración de la fiesta al dios Sol.
Los tiempos han avanzado y es una tradición hoy en día desde 1997 llevarse a cabo en la primera semana de junio de cada año la celebración del Raymillacta o Fiesta del Pueblo en la ciudad de Chachapoyas.
El evento consiste en la participación masiva de todas las comunidades de la región, en la cual hacen derroche o ponen en manifiesto sus diversos usos y costumbres así como parte de sus danzas y platos típicos. Se realiza un pasacalle por la plaza central de la ciudad siendo una magnífica oportunidad de encontrarse con la cultura viva de un pueblo.